# فنگ هونگ
فنگ هونگ (冯弘 - درگذشته ۴۳۸)، با نام ادبی ونتانگ (文通)، همچنین با نام پس از مرگش به عنوان امپراتور ژائوچنگ یان شمالی (北燕昭成帝) شناخته می‌شود، آخرین پادشاه سلسله یان شمالی چین بود. او در سال ۴۳۰ میلادی، زمانی که برادرش فنگ با (امپراتور ونچنگ) بیمار بود، تاج و تخت را به دست گرفت و از عنوان « پادشاه آسمانی » استفاده کرد. در طول سلطنت او، سلسله یان شمالی در پرتو حملات مکرر سلسله رقیب، وی شمالی، به طور فزاینده‌ای کوچک‌تر و ضعیف‌تر شد و در سال ۴۳۶ او ایالت خود را تخلیه کرد و به گوگوریو گریخت و به یان شمالی پایان داد. با این حال، زمانی که در گوگوریو بود، نقش ارباب گوگوریو را بر عهده گرفت (مقامی که قبلاً ادعا کرده بود). امپراتور جانگسو از گوگوریو، که قادر به تحمل شیطنت‌های فنگ هونگ نبود، او را در سال ۴۳۸ به قتل رساند، اگرچه، جالب اینجاست که او پس از مرگ به فنگ هونگ نامی داد.
| فنگ هونگخاندان فنگ درگذشتهٔ: ۴۳۸ |                                                                           |                                  |
| عنوان سلطنتی                    |                                                                           |                                  |
| پیشین: فنگبا                    | امپراتور یان شمالی ۴۳۶–۴۳۰                                                | منقرض شده                        |
| مدعی تاج و تخت                  |                                                                           |                                  |
| پیشین: فنگبا                    | — عنوان ادعا شده — امپراتور چین ۴۳۶–۴۳۰ علت لغو تصدی: ضمیمه توسط وی شمالی | پسین: امپراتور تایوو از وی شمالی |

## در دوران سلطنت گائو یون
فنگ هونگ، برادر کوچکتر فنگ با، تاریخ دقیقی از تولدش در دست نیست. تا سال ۴۰۷ هیچ مدرک تاریخی در مورد او وجود نداشت، اما پس از آنکه برادرش فنگ با، به همراه فنگ سوفو و دیگران، امپراتور مستبد سلسله یان جدید، مورونگ شی، را سرنگون کردند، اوضاع تغییر کرد. آنها برادرزاده مورونگ شی، یعنی مورونگ یون را به عنوان امپراتور انتخاب کردند. مورونگ یون که به زودی نامش را به گائو یون تغییر داد، به عنوان آخرین امپراتور یان جدید یا اولین امپراتور یان شمالی شناخته می‌شود. در اواخر سال ۴۰۷، گائو یون فنگ هونگ را به عنوان سرلشکر منصوب کرد. احتمالاً در همان زمان، یا دست کم در دوران سلطنت گائو یون، فنگ هونگ به مقام دوک جی نیز دست یافت. این تحولات نشان دهنده تلاش‌های فنگ هونگ و برادرانش در ایجاد تغییرات سیاسی در آن دوران بود که تأثیر زیادی بر تاریخ چین گذاشت.
پس از ترور گائو یون به دست دستیارانش، لی بان(離班)  و تائو رن در سال ۴۰۹ میلادی، مقامات حکومتی، فنگ با را به عنوان امپراتور جدید برگزیدند. فنگ با پس از رسیدن به تاج و تخت، فنگ هونگ را ترفیع داد، اما اجازه داد همچنان عنوان دوک جی را حفظ کند.

## در دوران سلطنت فنگ با
در سال ۴۱۰، فنگ وانی (馮萬泥) و فنگ روچن (馮乳陳)، دو پسرعموی فنگ با، که هر دو به باور خود سهم قابل‌توجهی در موفقیت‌های فنگ با داشتند، از وضعیت خود ناراضی بودند. آنها نسبت به عدم حضورشان در لانگ‌چنگ و نداشتن اختیارات دولتی ابراز نارضایتی کردند، زیرا وظایفشان به عنوان ژنرال‌های فرمانده در شهرهای فیرو (肥如، واقع در چین‌هوانگدائو امروزی، هبی) و بایلانگ (白狼، واقع در ژائویانگ امروزی، لیائونینگ) محدود شده بود. این نارضایتی به شورشی منجر شد. فنگ با برای سرکوب شورش، فنگ هونگ و ژانگ شینگ را مأمور حمله به آنها کرد. پس از شکست آنان در برابر نیروهای فنگ هونگ و ژانگ شینگ، تسلیم شدند؛ اما فنگ هونگ بدون توجه به شرایط، دستور اعدامشان را صادر کرد. در پی این حادثه، فنگ با عنوان دوک ژونگشان را به فنگ هونگ اعطا کرد.
در طول دوران سلطنت فنگ با، اطلاعات کمی درباره اقدامات فنگ هونگ در دسترس است، اما به نظر می‌رسد او همچنان در مناصب قدرتمند خود باقی مانده باشد. تا سال ۴۳۰ میلادی، فنگ هونگ نخست‌وزیر فنگ با بود. در همان سال، فنگ با به شدت بیمار شد و فرمانی صادر کرد که اختیارات خود را به ولیعهدش، فنگ یی، منتقل کند. با این حال، بانو سونگ، صیغه مورد علاقه فنگ با، قصد داشت پسرش، فنگ شوجو، را به عنوان وارث تاج و تخت معرفی کند. او به فنگ یی گفت که شرایط فنگ با بهبود خواهد یافت و نیازی نیست که ولیعهد برای کسب قدرت عجله کند. فنگ یی نیز موافقت کرد و به کاخ خود بازگشت. در این میان، بانو سونگ به دروغ شروع به صدور دستوراتی به نام فنگ با کرد و ارتباطات خارجی را قطع نمود. او همچنین مانع ملاقات فنگ یی، دیگر پسران فنگ با و مقامات امپراتوری با امپراتور شد. تنها یکی از مقامات مورد اعتماد فنگ با، هو فو، توانست وارد کاخ شود تا مسئولیت امنیت را برعهده گیرد. با این حال، هو فو که از جاه‌طلبی‌های بانو سونگ دل‌چرکین شده بود، تصمیم گرفت فنگ هونگ را از نقشه‌های او آگاه سازد. فنگ هونگ فوراً اقدام کرد و به کاخ حمله برد و کنترل آن را به دست گرفت. این تحولات باعث شوک شدید فنگ با شد و او در اثر این ضربه جان خود را از دست داد. پس از مرگ امپراتور، فنگ هونگ تخت پادشاهی را تصاحب کرد. او نیروهای فنگ یی را شکست داد و تمام پسران فنگ با را به قتل رساند. پس از آن، فنگ هونگ عنوان «پادشاه آسمانی» (تیان وانگ) را برای خود برگزید.

## سلطنت
آنچه در اواخر سلطنت فنگ با، و حتی بیشتر در دوران سلطنت فنگ هونگ، مشهود بود، حملات بی‌وقفه رقیب همسایه، وی شمالی، بود. این امر به ویژه پس از آنکه وی شمالی در سال ۴۳۱ تمام قلمرو شیا را ضمیمه خود کرد و بنابراین دیگر رقیب غربی بزرگی برای مقابله نداشت، صادق بود. امپراتور تایوو از سلسله وی شمالی، حملات دوره‌ای برای غارت قلمرو سلسله یان شمالی انجام می‌داد و سپس عقب‌نشینی می‌کرد و بدین ترتیب سلسله یان شمالی را از منابع غذایی و سایر منابع تهی و آن را تضعیف می‌کرد.
در حالی که فنگ هونگ دوک ژونگشان بود، همسرش بانو وانگ بود که حداقل سه پسر برای او به دنیا آورد، فنگ چونگ (馮崇)، فنگ لانگ (馮朗) و فنگ میائو (馮邈)، و فنگ چونگ بزرگترین پسر او بود. با این حال، در سال ۴۳۱، فنگ هونگ به جای او، بانو مورونگ را شاهزاده خانم و در سال ۴۳۲، پسر شاهزاده خانم مورونگ، فنگ وانگرن (馮王仁) را ولیعهد کرد.
در پاییز ۴۳۲، تایوو، امپراتور وی شمالی، اولین حمله بزرگ دوران سلطنت فنگ هونگ را انجام داد و به سمت پایتخت یان شمالی، هلونگ (和龍، در جینژوی امروزی، لیائونینگ) حرکت کرد. ). فنگ هونگ سعی کرد با دادن هدایایی از گوشت گاو و شراب به ارتش امپراتور وی شمالی، او را آرام کند، اما فایده‌ای نداشت. ده فرمانداری یان شمالی تسلیم وی شمالی شدند و نیروهای وی شمالی تعدادی از شهرهای یان شمالی را تصرف کرده و هلونگ را محاصره کردند. با این حال، دو ماه بعد، امپراتور تایوو پس از تصرف ۳۰،۰۰۰ خانوار از یان شمالی و انتقال آنها به استان خود یو (幽州، پکن امروزی، تیانجین و شمال هبی ) عقب‌نشینی کرد. گوئو یوان (郭淵)، مقام رسمی فنگ هونگ، به فنگ هونگ پیشنهاد داد که پیشنهاد دهد دست نشانده وی شمالی شود و دختری را به عنوان همسر امپراتور تایوو بفرستد، اما فنگ هونگ امتناع کرد و اظهار داشت که دشمنی بین ایالت‌ها چنان عمیق است که حتی اگر تسلیم شود، در هر صورت کشته خواهد شد. (در حالی که وی شمالی مشغول محاصره هلونگ بود، ژنرال ژو شیوژی (朱脩之) از وی شمالی که از لیو سونگ اسیر شده بود، نقشه ترور امپراتور تایوو و سپس پیوستن به فنگ هونگ را کشید، اما نقشه او لو رفت و به فنگ هونگ گریخت، که در عوض او را به لیو سونگ فرستاد تا از لیو سونگ کمک بخواهد. از این پس، لیو سونگ و یان شمالی متحدان غیررسمی بودند، اگرچه لیو سونگ کمک واقعی کمی ارائه داد.)
حوالی سال جدید ۴۳۳، فنگ لانگ و فنگ میائو، با این باور که یان شمالی در آستانه نابودی است و پرنسس مورونگ قصد کشتن آنها را دارد، به لیائوشی (遼西، در تانگشان امروزی، هبی ) گریختند، جایی که فنگ هونگ برادر بزرگترشان، فنگ چونگ را به عنوان فرمانده کل فرستاده بود. آنها فنگ چونگ را متقاعد کردند که به وی شمالی تسلیم شود و فنگ چونگ، فنگ میائو را برای اعلام وفاداری به وی شمالی فرستاد. فنگ هونگ، در پاسخ، ژنرال خود فنگ یو (封羽) را فرستاد تا لیائوشی را محاصره کند. در بهار ۴۳۳، امپراتور تایوو برادر کوچکترش توئوبا جیان (拓拔健) شاهزاده یونگچانگ را برای رهایی لیائوشی فرستاد و علاوه بر آن، فنگ چونگ را به عنوان شاهزاده لیائوشی با تعدادی نشان افتخار دیگر منصوب کرد تا سایر فراریان را تشویق به فرار کند. نیروهای توئوبا جیان خیلی زود فنگ یو را محاصره و او را مجبور به تسلیم کردند و سپس با ۳۰۰۰ خانوار اسیر عقب‌نشینی کردند. سپس فنگ چونگ درخواست اجازه کرد تا به هِلونگ برود و فنگ هونگ را به تسلیم ترغیب کند، اما امپراتور تایوو چنین اجازه‌ای نداد.
در بهار ۴۳۴، فنگ هونگ پیک‌هایی را به وی شمالی فرستاد تا درخواست روابط صلح‌آمیز کند. امپراتور تایوو امتناع کرد. با این حال، سه ماه بعد، پس از آنکه فنگ هونگ دادخواستی (یعنی موافقت با واسال بودن) ارائه داد و در آن خود را محکوم و درخواست صلح کرد، و همچنین پیشنهاد داد که دختری را به عنوان صیغه امپراتور تایوو انتخاب کند، امپراتور تایوو موافقت کرد - به شرطی که فنگ هونگ، فنگ وانگرن را برای دیدار با او به پینگ‌چنگ (平城، در داتونگ امروزی، شانشی ) پایتخت وی شمالی بفرستد. فنگ هونگ همچنین هونیویو شیمن (忽忸于什門) پیام‌رسان وی شمالی را که پدر امپراتور تایوو ، امپراتور مینگ‌یوان از وی شمالی، در سال ۴۱۴ به فنگ با فرستاده بود اما سپس توسط فنگ با بازداشت شده بود، به وی شمالی بازگرداند.
با این حال، بعداً در همان سال، فنگ هونگ از فرستادن فنگ وانگرن به پینگچنگ برای دیدار با امپراتور تایوو خودداری کرد. وقتی لیو زی (劉滋) مقام رسمی او به او هشدار داد که یان شمالی در موقعیتی حتی خطرناک‌تر از شو هان و ووی شرقی در مقابل جین قرار دارد، فنگ هونگ با خشم لیو را اعدام کرد. از آنجا که فنگ هونگ از اعزام فنگ وانگرن خودداری کرد، امپراتور تایوو دوباره توئوبا جیان را علیه یان شمالی فرستاد و توئوبا جیان قبل از عقب‌نشینی، محصولات یان شمالی و برخی از مردم آن را تصرف کرد.
در بهار ۴۳۵، فنگ هونگ برای جلب کمک لیو سونگ، پیکی را به جیان‌کانگ، پایتخت لیو سونگ، فرستاد تا به عنوان یک خراجگزار تسلیم شود. امپراتور ون از لیو سونگ، فنگ هونگ را به عنوان شاهزاده یان منصوب کرد، اما نتوانست کمک قابل توجهی ارائه دهد. در بهار ۴۳۵، فنگ هونگ ژنرال خود تانگ ژو (湯燭) را برای تقدیم خراج به وی شمالی فرستاد و ادعا کرد که دلیل نرسیدن فنگ وانگرن، بیماری اوست. به نظر می‌رسد این دلیل توسط وی شمالی رد شده است و فنگ هونگ دوباره سعی کرد از لیو سونگ درخواست کمک کند، اما کمکی نرسید. در تابستان ۴۳۵، برادر امپراتور تایوو، توئوبا پی (拓拔丕)، شاهزاده لپینگ، دوباره به هلونگ رسید و فنگ هونگ با ارائه گاو، شراب و زره سعی در آرام کردن او داشت، اما دستیار ژنرال توئوبا پی، قوتو یوان (屈突垣)، فنگ هونگ را به عدم اعزام گروگان متهم کرد و آنها قبل از عقب‌نشینی، ۶۰۰۰ مرد و زن از یان شمالی را دستگیر کردند.
در این زمان، کل ایالت یان شمالی چندان بزرگتر از خود شهر هلونگ نبود و از حملات مکرر وی شمالی خسته شده بود. ژنرال یانگ مین (楊岷) از فنگ هونگ پیشنهاد داد که فنگ وانگرن را به عنوان گروگان بفرستد، و فنگ هونگ امتناع کرد و در عوض نقشه تخلیه مردم خود به متحد گوگوریو را در نظر گرفت. یانگ معتقد بود که گوگوریو غیرقابل اعتماد است، اما فنگ هونگ منصرف نشد و فرستادگانی را به گوگوریو فرستاد تا درخواست کمک و توافق برای تخلیه را داشته باشند.
در بهار ۴۳۶، فنگ هونگ پیک‌هایی را برای تقدیم خراج به وی شمالی فرستاد و اعلام کرد که فنگ وانگرن به زودی به آنجا خواهد رسید. امپراتور تایوو که به فنگ هونگ اعتقادی نداشت، از پیشنهاد اولیه خودداری کرد و حمله دیگری را تدارک دید. تا تابستان ۴۳۶، نیروهای وی شمالی و گوگوریو هر دو به هلونگ رسیدند. از آنجا که مردم عمدتاً از نقل مکان به گوگوریو خسته شده بودند، گوئو شنگ (郭生) مأمور رسمی، دروازه‌های شهر را باز کرد و سعی در تسلیم شدن داشت، اما نیروهای وی شمالی فکر کردند که این یک تله است و به او کمک نکردند و فنگ هونگ، گوئو را در نبرد کشت. در همین حال، نیروهای گوگوریو شهر را غارت کردند و سپس پس از اینکه فنگ هونگ قصر را به آتش کشید، فنگ هونگ و مردمش را به سمت شرق اسکورت کردند. یان شمالی اکنون به پایان خود رسیده بود، زیرا فنگ هونگ دیگر هیچ قلمرویی برای خود نداشت.

## پس از ورود به گوگوریو
وی شمالی پیک‌هایی فرستاد تا از جانگسو، پادشاه گوگوریو، بخواهد که فنگ هونگ را تحویل دهد، اما پادشاه جانگسو این درخواست را رد کرد. با این حال، رابطه خودش با فنگ هونگ خوب نبود، زیرا وقتی برای اولین بار از فنگ هونگ در سرزمین خود استقبال کرد، با فنگ هونگ مانند یک مهمان محترم رفتار کرد - اما فنگ هونگ خواستار این بود که مانند ارباب با او رفتار شود و از اینکه امپراتور جانگسو او را به جای پادشاه آسمانی، «شاهزاده لونگ چنگ» خطاب می‌کرد، عصبانی بود. با وجود این درگیری، امپراتور جانگسو مردم فنگ هونگ را در پینگگو (平郭، در یینگکوی مدرن، لیائونینگ )، و سپس در بیفنگ (北豐، در شن یانگ مدرن، لیائونینگ ) اسکان داد.
از آنجایی که فنگ هونگ هنوز گوگوریو را به عنوان یک کشور دست نشانده می دید و اغلب به مردم آن با دیده تحقیر می نگریست، همچنان با مردم خود به عنوان یک کشور مستقل رفتار می کرد و قوانین گوگوریو را نادیده می گرفت و دستورات پادشاه جانگسو را نادیده می گرفت. پادشاه جانگسو نتوانست این را تحمل کند و سربازانی را برای دستگیری برخی از بانوان فنگ هونگ که در کمین بودند فرستاد و همچنین فنگ وانگرن را به عنوان گروگان به اسارت گرفت. تا سال ۴۳۸، فنگ هونگ چنان عصبانی بود که پیک‌هایی را نزد لیو سونگ فرستاد و درخواست کرد که او را تا لیو سونگ همراهی کنند. امپراتور ون، ژنرال وانگ بایجو (王白駒) را به گوگوریو فرستاد و به گوگوریو دستور داد تا برای رفتن فنگ هونگ آماده شود. پادشاه جانگسو تمایلی به اجازه دادن به فنگ هونگ برای رفتن نداشت، بنابراین ژنرال‌های خود را برای اعدام فنگ هونگ و پسرانش فرستاد، اگرچه او پس از مرگ به فنگ هونگ یک نام امپراتوری داد. در پاسخ، وانگ به نیروهای گوگوریو حمله کرد که فنگ هونگ را اعدام کردند. با این حال، پادشاه جانگسو، وانگ را دستگیر کرد و او را به لیو سونگ بازگرداند و خواستار زندانی شدن او شد، و امپراتور ون قبل از آزاد کردن او، مدتی این کار را انجام داد.
- پدر
  - فنگ آن (馮安)، ژنرال یان غربی
- همسران
  - دوشس وانگ، مادر دوک‌های چونگ، لانگ و میائو
  - پرنسس مورونگ ، مادر ولیعهد وانگرن
- کودکان
  - فنگ چونگ (馮崇)، دوک چانگل، بعدها شاهزاده لیائوشی از وی شمالی
  - فنگ لانگ (馮朗)، دوک گوانگ‌پینگ، بعدها پدر ملکه فنگ از وی شمالی
  - فنگ میائو (馮邈)، دوک للینگ
  - فنگ وانگرن (馮王仁)، ولیعهد (تأسیس ۴۳۲)